# رسنیک (سوکوبانگا)
رسنیک (به صربی: Resnik) یک منطقهٔ مسکونی در صربستان است که در سوکوبانگا واقع شده‌است. رسنیک ۸۵۷ نفر جمعیت دارد.